# Ambrosden
Ambrosden – wieś w Anglii, w hrabstwie Oxfordshire, w dystrykcie Cherwell. Leży 17 km na północny wschód od Oksfordu i 80 km na północny zachód od Londynu. W 2001 miejscowość liczyła 1749 mieszkańców.